# PGC 197714
LEDA/PGC 197714 ist eine Galaxie im Sternbild Perseus am Nordsternhimmel. Sie ist schätzungsweise 205 Millionen Lichtjahre von der Milchstraße entfernt und hat einen Durchmesser von etwa 35.000 Lichtjahren. Vom Sonnensystem aus entfernt sich das Objekt mit einer errechneten Radialgeschwindigkeit von näherungsweise 4.300 Kilometern pro Sekunde.
Im selben Himmelsareal befinden sich unter anderem die Galaxien NGC 1106, PGC 10820, PGC 197709, PGC 197717.